# SB Saanen Bank
Die SB Saanen Bank AG ist eine unabhängige im Saanenland verankerte Schweizer Regionalbank. Neben ihrem Sitz in Saanen verfügt sie über Geschäftsstellen in Gstaad, Gsteig, Lauenen und Schönried.
Die Bank wurde 1874 als Spar- und Leihkasse Saanen gegründet. Ihr Tätigkeitsgebiet liegt traditionell im Retail Banking, im Hypothekargeschäft, im Private Banking und im Bankgeschäft mit kleinen und mittleren Unternehmen. Das Unternehmen beschäftigt 47 Mitarbeiter und hatte per Ende 2021 eine Bilanzsumme von 1.7 Milliarden Schweizer Franken.